# Punch Brothers
De Punch Brothers is een Amerikaanse band onder leiding van mandolinist Chris Thile. De band bestaat naast Thile uit Brittany Haas (viool), Noam Pikelny (banjo), Chris Eldridge (gitaar) en Paul Kowert (contrabas). De muziekstijl van de Punch Brothers is omgeschreven als bluegrass-instrumentatie met modern klassieke structuren, en als Amerikaanse klassieke kamermuziek met invloeden van country en folk.
Het album dat in 2018 werd uitgebracht, getiteld All Ashore, werd een jaar later bekroond met de Grammy Award for Best Folk Album tijdens de 61e Grammy Awards. In januari 2022 bracht de band het album Hell on Church Street uit. 

## Geschiedenis

### Het begin: 2006–2007
Chris Thile vormde de band in 2006 om een nieuw album op te nemen, dat How to Grow a Woman from the Ground zou gaan heten. In een interview met de Nashville City Paper beschreef Thile de vorming van de band:
Wij [Thile en zijn jeugdvriend Gabe Witcher] kwamen op een avond samen om veel geld uit te geven, te veel wijn te drinken, steaks te eten en medelijden met elkaar te hebben over onze mislukte relaties. We hadden een paar dagen eerder al samen gespeeld en besloten toen om samen iets met muziek te gaan doen. (...) Ik wist dat ik een band met Gabe wilde vormen, maar ik wist niet of het een rockband zou worden, of een ambitieuze akoestische klassieke group of een bluegrassgroep.
Aanvankelijk kreeg de band de naam The How to Grow a Band. In 2007 veranderde de band officieel zijn naam naar The Tensions Mountain Boys en uiteindelijk naar Punch Brothers. De naam van de band is afgeleid van Mark Twains korte verhaal "A Literary Nightmare" uit 1876. Het refrein van deze jingle bestaat uit twee regels: "Punch, brothers! Punch with care! Punch in the presence of the passenjare".

### Punch: 2007–2009

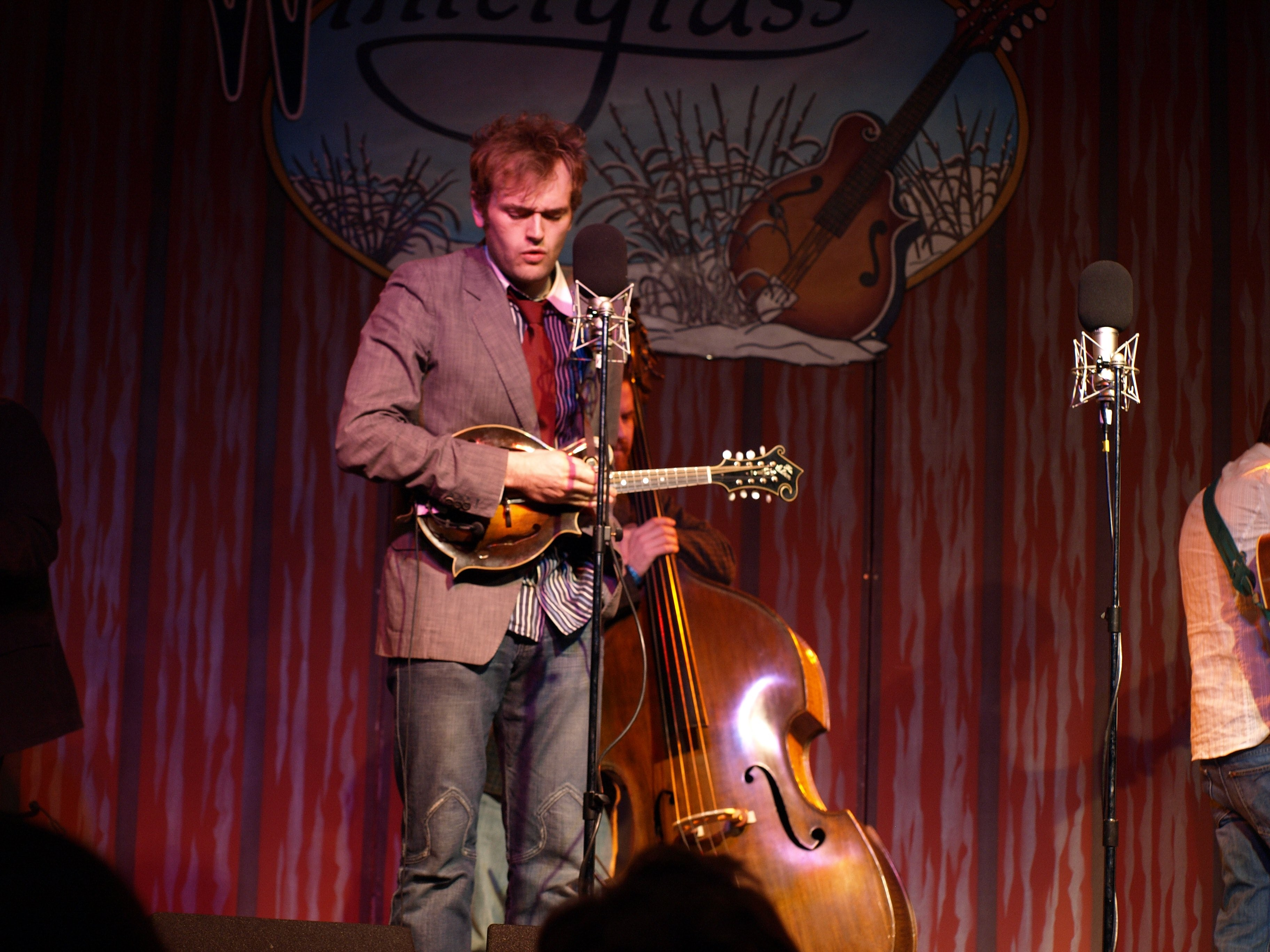
Chris Thile bij een optreden in Bellevue (Washington), 2008

Op 17 maart 2007 debuteerde de band in Carnegie Hall met "The Blind Leaving the Blind", een suite van veertig minuten bestaande uit vier delen. Thile heeft verklaard dat het stuk gedeeltelijk geschreven is naar aanleiding van zijn scheiding in 2003.
Op 13 februari 2008 startte de band de eerste nationale tour als Punch Brothers. Op 26 februari bracht de groep zijn eerste album uit genaamd Punch, onder het label Nonesuch Records. Het album bevat onder meer Thile's suite "The Blind Leaving the Blind", en vele andere originele nummers.
Toen Thile in maart 2008 gevraagd werd naar een vervolgalbum, was zijn antwoord: "er komt zeker nog een album." Op 8 november 2008 kondigde de band op hun website aan dat ze afscheid hadden genomen van bassist Greg Garrison. Paul Kowert, die destijds studeerde aan het Curtis Institute of Music, kwam hiervoor in de plaats.

### Antifogmatic: 2010
Antifogmatic, het tweede album van de Punch Brothers, werd uitgebracht op 15 juni 2010 en bevat tien nummers in zowel traditionele bluegrass- als newgrass-stijlen. Hoewel bassist Kowert al twee jaar hiervoor veel met de band toerde ter ondersteuning van Punch, is Antifogmatic het eerste album waarin hij te horen is. Antifogmatic werd geproduceerd door Jon Brion. Het album is vernoemd van een 19e-eeuws drankje, vergelijkbaar met grog.
Rond deze periode werd over de band een documentaire gemaakt genaamd How to Grow a Band, geregisseerd door Mark Meatto. De documentairemakers onderzochten "de spanningen tussen individuele talenten en groepsidentiteit, kunst en commercie, jeugd en wijsheid". De film ging in première op het 42ste Nashville Film Festival op 15 april 2011.

### Who's Feeling Young Now?: 2012
De band bracht in februari 2012 zijn derde album uit, Who's Feeling Young Now?. Kort hierop werkte de groep mee met 'Dark Days', een nummer in de soundtrack van The Hunger Games uit 2012. In november 2012 brachten ze Ahoy! uit, een 5 nummers tellende EP van Who's Feeling Young Now?.

### The Phosphorescent Blues: 2015
In november 2014 bracht de band een nieuw single uit, getiteld "I Blew It Off", van een toen nog naamloos vierde album. Een maand later kondigde de band aan dat het nieuwe album, The Phosphorescent Blues, op 27 januari 2015 uitgebracht zou worden. Julep, een van de meer populaire nummers van het album, werd genomineerd voor Best American Roots Song tijdens de Grammy Awards 2016. The Phosphorescent Blues bereikte de top 10 in rock-, folk- en bluegrass-hitlijsten.

### All Ashore: 2018
Op 20 juli 2018 werd het vijfde album All Ashore uitgebracht. Dit album is in eigen beheer geproduceerd en uitgebracht op het label Nonesuch Records. Volgens Thile is het album "een meditatie over toegewijde menselijke relaties in onze huidige tijd, zeker met het oog op het onrustige politieke klimaat."
All Ashore werd op 10 februari 2019 bekroond met de Grammy Award voor beste folkalbum bij de 61e Grammy Awards.

### Hell on Church Street: 2022
In het najaar van 2021 maakte de band bekend dat hun nieuwe album een vrije herintepretatie zou zijn van het folk-album Church Street Blues van Tony Rice uit 1983. Het album, getiteld Hell on Church Street, kwam uit op 14 januari 2022.  De band verklaarde dat "Geen enkele plaat (of muzikant) een grotere impact op ons heeft gehad". De nummers werden opgenomen in november 2020, enkele weken voordat Tony Rice kwam te overlijden. De gitarist van de band, Chris Eldridge, is een oud-leerling van Rice. In juni 2023 maakte de band bekend dat violist Gabe Witcher de band zou verlaten om zich met andere projecten bezig te houden. Als nieuwe violist sloot Brittany Haas zich aan bij de band. Haas speelt samen met Paul Kowert in de band Hawktail.

## Discografie

### Albums
| Titel                    | Releasedatum     | Label            | Peak chart posities | Peak chart posities | Peak chart posities | Peak chart posities | Peak chart posities |
| Titel                    | Releasedatum     | Label            | US Grass            | US                  | US Heat             | US Rock             | US Folk             |
| ------------------------ | ---------------- | ---------------- | ------------------- | ------------------- | ------------------- | ------------------- | ------------------- |
| Punch                    | 26 februari 2008 | Nonesuch Records | 1                   | —                   | 10                  | —                   | —                   |
| Antifogmatic             | 15 juni 2010     | Nonesuch Records | 2                   | 128                 | 1                   | 39                  | 2                   |
| Who's Feeling Young Now? | 14 februari 2012 | Nonesuch Records | 1                   | 76                  | —                   | 19                  | 5                   |
| Ahoy! EP                 | 13 november 2012 | Nonesuch Records | 1                   | 144                 | —                   | 42                  | 7                   |
| The Phosphorescent Blues | 27 januari 2015  | Nonesuch Records | 1                   | 37                  | —                   | 9                   | 4                   |
| The Wireless EP          | 20 november 2015 | Nonesuch Records | 1                   | —                   | —                   | 34                  | 9                   |
| All Ashore               | 20 juli 2018     | Nonesuch Records | 1                   | —                   | —                   | 48                  | 8                   |

### Videoclips
| Jaar | Video                       | Regisseur    |
| ---- | --------------------------- | ------------ |
| 2013 | "Movement and Location"     | Danny Clinch |
| 2018 | "It's All Part of the Plan" | Alex Chaloff |